# Collio
Koordinaten: 46° 0′ N, 13° 30′ O
Der Collio Goriziano oder einfach Collio, slowenisch Goriška brda oder nur Brda, furlanisch Cuei (alle jeweils ‚Hügel‘) oder deutsch: das Görzer Hügelland, ist eine Weinbauregion innerhalb der italienischen Region Friaul-Julisch Venetien und ein Weinanbaugebiet in der slowenischen Region Goriška. Cormons und Gorizia/Nova Gorica sind die wichtigsten Orte dieser Region, das Bergland stellt die slowenische Gemeinde Brda (Collio) dar.

## Anbau
Das Collio-Gebiet erstreckt sich zwischen Gorizia (Gorica/Görz) am Isonzo (Soča) entlang der slowenisch-italienischen Grenze nach Nordwesten bis etwa Mernico im Tal des Judrio, südöstlich von Cividale. Dabei gehört das eigentliche Hügelland, am Fuß von Sabotin (609 m), Strmec (501 m), Nad Rabom (632 m) und Korada (632 m), noch zu Slowenien, und die Hügelkante zu Italien. Diese Berge bilden die Vorkette des Kambreško (Sankt Gregorsberg) zwischen dem Judrio (slowenisch: Idrija) und dem Durchbruchstal der unteren Soča (Spodnja Soška dolina).
Die Grenze zur benachbarten DOC Colli Orientali del Friuli bildet das Flüsschen Judrio. Diese Grenze ist historisch begründet, da das Collio bis nach dem Ersten Weltkrieg zu Österreich gehörte, die Colli Orientali del Friuli nur bis 1868. Sowohl die Rebsorten als auch der Boden sind weitgehend ähnlich. Das zentrale Gebiet jedoch liegt in den Hügeln um Cormòns.
Weinbaugebiet Brda
Slowenischerseits werden besonders Chardonnay und Sauvignon, Beli pinot (Weißburgunder), Sivi pinot (Grauburgunder) und verschiedene Cabernets angebaut. Lokale Spezialität ist der Rebula, eine autochthone, nur hier und im Wippachtal vorkommende Sorte für einen spritzigen Weißwein. Bekannt sind auch der fruchtige Pikolit und der Furlanski tokaj (Friauler Tokai). Häufigster Rotwein ist ein schöner Merlot.
Südlich liegt das Isontino mit dem Weinbaugebiet (Friuli Isonzo).

## Erzeugung
Durch den Gebietsverlust im Zweiten Weltkrieg wurde der Collio auf nur 1.600 Hektar Weinberge verkleinert.
Seit 1968 hat der Wein eine „kontrollierte Herkunftsbezeichnung“ (Denominazione di origine controllata – DOC), die zuletzt am 7. März 2014 aktualisiert wurde.
Im Jahr 2017 wurden 64.803 hl DOC-Wein erzeugt.
Es werden zwei Arten von Verschnittweinen erzeugt:
„Collio Goriziano Bianco“ (auch mit der Auszeichnung Riserva) und „Collio Goriziano Rosso“. Diese Weine müssen aus den für diese Region zugelassenen Rebsorten, in beliebigem Verhältnis, gekeltert werden. Ausnahme: Müller-Thurgau und Traminer dürfen nur bis zu einem Anteil von 15 % zugesetzt werden.
Bei den fast sortenreinen Weinen muss die genannte Rebsorte zu mindestens 85 % enthalten sein. Höchstens 15 % andere analoge Rebsorten, die für den Anbau in der Region Friaul-Julisch Venetien zugelassen sind, dürfen zugesetzt werden.
- „Collio Goriziano Chardonnay“ (auch Riserva),
- „Collio Goriziano Malvasia“ (auch Riserva),
- „Collio Goriziano Muller Thurgau“ (auch Riserva),
- „Collio Goriziano Picolit“,
- „Collio Goriziano Pinot bianco“ (auch Riserva),
- „Collio Goriziano Pinot Grigio“ (auch Riserva),
- „Collio Goriziano Ribolla“ oder „Ribolla gialla“ (auch Riserva),
- „Collio Goriziano Riesling“ (Riesling renano, auch Riserva),
- „Collio Goriziano Sauvignon“ (auch Riserva),
- „Collio Goriziano Friulano“ (auch Riserva),
- „Collio Goriziano Traminer aromatico“ (auch Riserva),
- „Collio Goriziano Cabernet“ (auch Riserva). Die Weine dürfen aus Cabernet Franc- und/oder Cabernet Sauvignon- und/oder Carménère-Trauben erzeugt werden.
- „Collio Goriziano Cabernet franc“ (auch Riserva),
- „Collio Goriziano Cabernet sauvignon“ (auch Riserva),
- „Collio Goriziano Merlot“ (auch Riserva),
- „Collio Goriziano Pinot nero“ (auch Riserva).

## Sehenswürdigkeiten

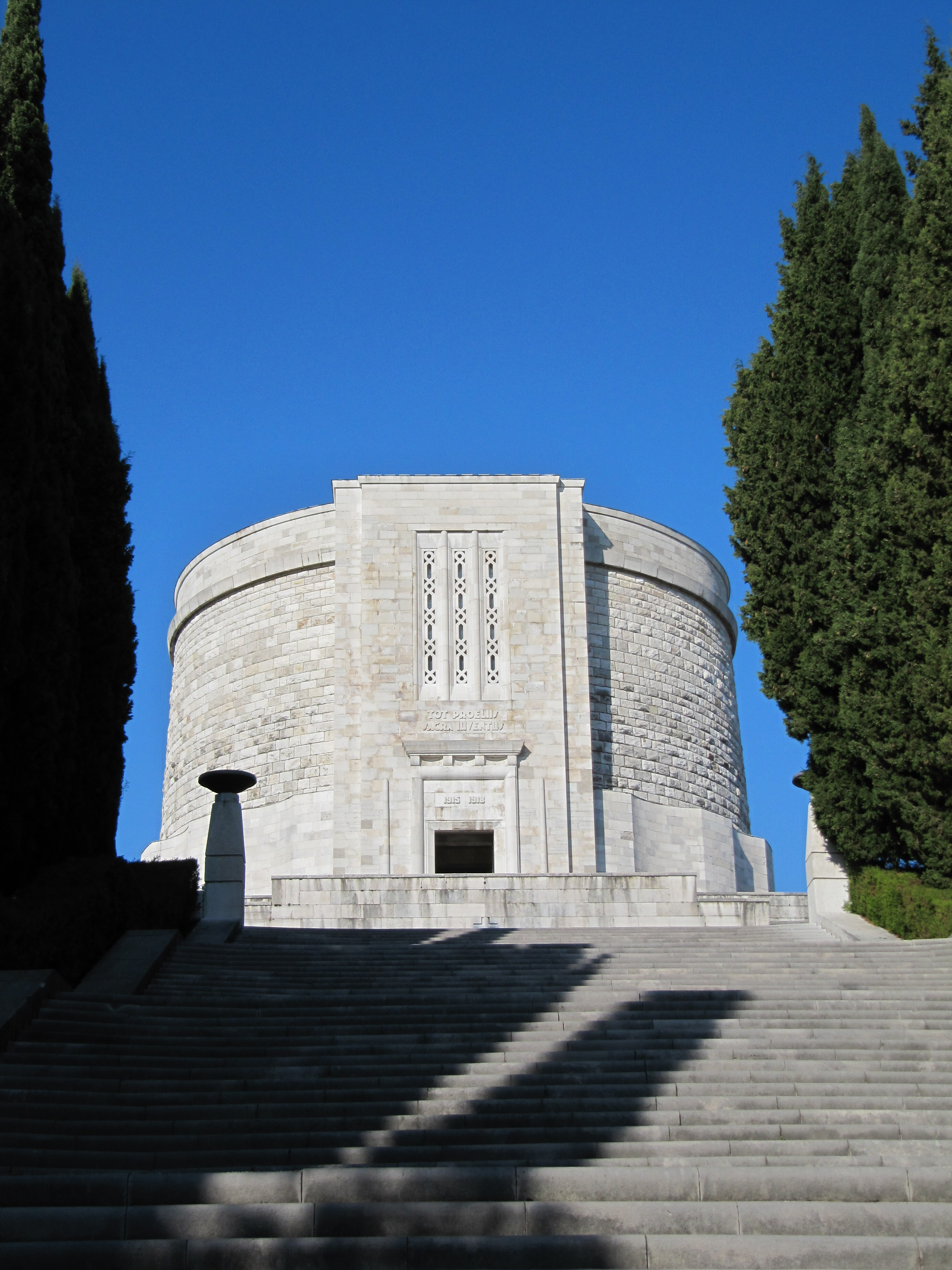
Sacrario Militare di Oslavia

Von Gorizia kommend fährt man vorbei an einer Militärgedenkstätte der Isonzo-Schlachten des Ersten Weltkrieges, dem Sacrario Militare di Oslavia und kommt so nach San Floriano del Collio. Von der Kirche und dem Schloss, das der Familie des Grafen Formentini gehört, hat man einen Blick über einen Teil des Collio. Fährt man weiter nach Nordwesten, gelangt man in den Hauptort des Collio-Gebiets, nach Cormòns.